# Canton de Beaupréau-en-Mauges
Le canton de Beaupréau-en-Mauges, précédemment appelé canton de Beaupréau, est une circonscription électorale française située dans le département de Maine-et-Loire et la région Pays de la Loire.
Au redécoupage cantonal de 2014, le canton qui comptait douze communes en compte dès lors vingt-deux. Les regroupements de communes qui interviennent fin 2015 ramène ce nombre à trois.

## Histoire

### Histoire de 1790 à 2014
Le canton de Beaupréau (chef-lieu) est créé en 1790, et modifié en 1801,. Initialement orthographié « Beaupreau », il ne comptait que cinq communes : Beaupréau, La Chapelle-du-Genêt, La Chaussaire, Le Fief-Sauvin et La Chapelle-Aubry.
Il est intégré au district de Saint-Florent-le-Vieil, puis en 1800 à l'arrondissement de Beaupreau, et à sa disparition en 1857, à l'arrondissement de Cholet.
Avant la réforme territoriale de 2013, le canton groupe douze communes que sont Andrezé, Beaupréau, Bégrolles-en-Mauges, La Chapelle-du-Genêt, Gesté, Jallais, La Jubaudière, Le May-sur-Èvre, Le Pin-en-Mauges, La Poitevinière, Saint-Philbert-en-Mauges et Villedieu-la-Blouère.
Ce canton est organisé autour de Beaupréau dans l'arrondissement de Cholet. Sa superficie est de plus de 276 km2 (27 669 hectares), et son altitude varie de 32 mètres (Beaupréau) à 129 mètres (Le Pin-en-Mauges), pour une altitude moyenne de 100 mètres. il comptait 27 558 habitants en 2009.
C'est l'un des quarante-et-un cantons que compte le département ; circonscriptions électorales servant à l'élection des conseillers généraux, membres du conseil général du département.

### Histoire à partir de 2015
Le nouveau découpage territorial pour le département de Maine-et-Loire est défini par le décret du 26 février 2014. La composition du canton est alors remodelée, avec une entrée en vigueur au renouvellement des assemblées départementales de mars 2015. Il comprend dès lors les communes suivantes : Andrezé, Beaupréau, Bégrolles-en-Mauges, La Boissière-sur-Èvre (bureau centralisateur), La Chapelle-du-Genêt, Chaudron-en-Mauges, La Chaussaire, Le Fief-Sauvin, Le Fuilet, Gesté, Jallais, La Jubaudière, Montrevault, Le Pin-en-Mauges, La Poitevinière, Le Puiset-Doré, Saint-Philbert-en-Mauges, Saint-Pierre-Montlimart, Saint-Quentin-en-Mauges, Saint-Rémy-en-Mauges, La Salle-et-Chapelle-Aubry, Villedieu-la-Blouère.
Le 15 décembre 2015, plusieurs communes se regroupent donnant notamment naissance aux communes nouvelles de Beaupréau-en-Mauges et Montrevault-sur-Èvre. Le canton se compose dès lors de trois communes.
À la suite du décret du 5 mars 2020, le canton prend le nom de son bureau centralisateur, Beaupréau-en-Mauges.

## Représentation

### Conseillers d'arrondissement (de 1833 à 1940)
Le canton de Beaupréau avait deux conseillers d'arrondissement.
Il appartenait à l'arrondissement de Beaupreau jusqu'à sa disparition en 1857, puis à l'arrondissement de Cholet.
| Période | Période      | Identité                                                | Étiquette             | Qualité |
| ------- | ------------ | ------------------------------------------------------- | --------------------- | --- |
| 1833    | 1839         | Michel Clouard                                          |                       | Chaudronnier, adjoint au maire de Beaupréau                                                                              |
| 1833    | 1839         | Jacques Gourdon (1792-1850)                             |                       | Greffier de la justice de paix à Beaupréau                                                                               |
| 1839    | 1848         | Louis Henri Augustin Lhuillier                          |                       | Propriétaire à Beaupréau et à La Chapelle-du-Genêt                                                                       |
| 1839    | 1848         | Narcisse Théophile Désiré Hervé                         |                       | Avoué, adjoint au maire de Beaupréau                                                                                     |
|         |              |                                                         |                       | |
|         | 1884         | Henri de Mailly de Montjean                             | Royaliste légitimiste | Maire de Jallais |
|         |              |                                                         |                       | |
|         | 1902 (décès) | Jules Grégoire Bayard de La Vingtrie (1829-1902)        |                       | Ancien capitaine de cavalerie, ancien chef de bataillon de la Garde nationale (1870-1871), propriétaire à Beaupréau      |
|         |              |                                                         |                       | |
| 1919    | 1926 (décès) | Raymond Pellaumail (1854-1926)                          |                       | Industriel du textile, Président de la Chambre de commerce, propriétaire à Cholet, Président du Conseil d'arrondissement |
| 1919    | 1937         | Vicomte Even du Fou (1888-1957)                         |                       | Vice-Président du comice agricole, propriétaire à Gesté                                                                  |
| 1926    | 1940         | Xavier, Vicomte puis Comte de Gontaut-Biron (1891-1974) | Union nationale       | Propriétaire à Beaupréau                                                                                                 |
| 1937    | 1940         | Jean de Béjarry (1888-1945)                             | Union nationale       | Propriétaire à Gesté |
| 1940    |              |                                                         |                       | Les conseils d'arrondissement ont été suspendus par la loi du 12 octobre 1940 et n'ont jamais été réactivés              |

### Conseillers généraux de 1833 à 2015
Le canton de Beaupréau est la circonscription électorale servant à l'élection des conseillers généraux, membres du conseil général de Maine-et-Loire.
| Période   | Période           | Identité                                                                                     | Étiquette                | Qualité                                                                                        |
| --------- | ----------------- | -------------------------------------------------------------------------------------------- | ------------------------ | ---------------------------------------------------------------------------------------------- |
| 1833      | 1836              | Esprit-Michel Girard                                                                         |                          | Notaire, maire de Gesté                                                                        |
| 1836      | 1852 (décès)      | Eugène Janvier                                                                               | Droite                   | Avocat à Paris Représentant du peuple du Tarn-et-Garonne (1834-1848, 1849-1851)                |
| 1852      | 1861              | Narcisse-Théophile Hervé (1797-1878)                                                         |                          | Avoué près le Tribunal de Beaupréau                                                            |
| 1861      | 1884 (décès)      | Comte Henri Louis Marie de Durfort-Civrac                                                    | Conservateur légitimiste | Conseiller municipal de Beaupréau, ancien conseiller d'arrondissement du canton de Montrevault |
| 1884      | 1888 (démission)  | Henri de Mailly de Montjean                                                                  | Royaliste légitimiste    | Maire de Jallais, conseiller d'arrondissement                                                  |
| 1888      | 1937 (décès)      | Duc Pierre de Blacas d'Aulps                                                                 | Royaliste                | Maire de Beaupréau, député (1906-1919)                                                         |
| 1938      | 1940              | Duc Louis-Stanislas de Blacas (1885-1941)                                                    | Conservateur (PSF)       | Propriétaire, maire de Beaupréau                                                               |
|           |                   |                                                                                              |                          |                                                                                                |
| 1943      | 1945              | Prince puis Duc Pierre de Blacas d'Aulps de La Baume Pluvinel (1913-1997, fils du précédent) |                          | Maire de Beaupréau Nommé conseiller départemental en 1943                                      |
|           |                   |                                                                                              |                          |                                                                                                |
| 1945      | 1958              | Pierre de Blacas                                                                             | DVD                      | Maire de Beaupréau (1941-1947)                                                                 |
| 1958      | 1976              | André Chiron                                                                                 | MRP puis DVD             | Représentant de commerce Maire de Beaupréau (1965-1977)                                        |
| mars 1976 | août 1976 (décès) | Paul Grimaud (1930-1976)                                                                     | CDS                      | Chef d'entreprise à Beaupréau                                                                  |
| 1976      | 1994              | Jean Séchet                                                                                  | UDF-CDS                  | Gérant de société Maire de Villedieu-la-Blouère (1989-1995)                                    |
| 1994      | 2008              | Dominique Brossier                                                                           | UDF                      | Notaire Maire de Jallais (1977-1989)                                                           |
| 2008      | 2015              | Gilles Leroy                                                                                 | UDI                      | Enseignant Conseiller municipal de Beaupréau                                                   |

#### Résultats électoraux détaillés
- Élections cantonales de 2001 : Dominique Brossier (Divers droite) est élu au 1er tour avec 66,77 % des suffrages exprimés, devant Mylène Canevet (PS) (14,28 %), Hubert Dupont (PCF) (8,97 %) et Patrice Gros (FN) (5,9 %). Le taux de participation est de 69,53 % (13 662 votants sur 19 649 inscrits)[17].
- Élections cantonales de 2008 : Gilles Leroy   (Divers droite) est élu au 2e tour avec 66,25 % des suffrages exprimés, devant Anne-Marie  Prinet-Mainguy  (PS) (33,75 %). Le taux de participation est de 53,07 % (10 932 votants sur 20 598 inscrits)[18].

### Conseillers départementaux depuis 2015
À partir du renouvellement des assemblées départementales de 2015, le canton devient la circonscription électorale servant à l'élection des conseillers départementaux, membres du conseil départemental de Maine-et-Loire.
| Période élective | Période élective | Mandat | Mandat   | Identité          | Nuance | Nuance | Qualité |
| ---------------- | ---------------- | ------ | -------- | ----------------- | ------ | ------ | --- |
| 2015             | 2021             | 2015   | 2021     | Gilles Leroy      |        | UDI    | Professeur de lettres Ancien Conseiller général du Canton de Beaupréau Conseiller municipal et communautaire de Beaupréau et du Centre-Mauges |
| 2015             | 2021             | 2015   | 2021     | Françoise Pagerit |        | DVD    | Agricultrice, ancienne maire de Chaudron-en-Mauges                                                                                            |
| 2021             | 2028             | 2021   | en cours | Corinne Bourcier  |        | DVD    | Employée de banque, maire déléguée de Chaudron-en-Mauges, Montrevault-sur-Èvre                                                                |
| 2021             | 2028             | 2021   | en cours | Gilles Leroy      |        | UDI    | Conseiller sortant, adjoint au maire de Beaupréau-en-Mauges                                                                                   |

### Résultats détaillés

#### Élections de mars 2015
À l'issue du 1er tour des élections départementales de 2015, deux binômes sont en ballottage : Gilles Leroy et Françoise Pagerit (Union de la Droite, 52,20 %) et Christine Barré et Christian Raiteux (FN, 25,62 %). Le taux de participation est de 49,75 % (14 896 votants sur 29 943 inscrits) contre 49,68 % au niveau départemental et 50,17 % au niveau national.
Au second tour, Gilles Leroy et Françoise Pagerit (Union de la Droite) sont élus avec 73,57 % des suffrages exprimés et un taux de participation de 48,20 % (9 671 voix pour 14 433 votants et 29 941 inscrits).

#### Élections de juin 2021
Le premier tour des élections départementales de 2021 est marqué par un très faible taux de participation (33,26 % au niveau national). Dans le canton de Beaupréau-en-Mauges, ce taux de participation est de 25,25 % (7 688 votants sur 30 448 inscrits) contre 29,36 % au niveau départemental. À l'issue de ce premier tour, deux binômes sont en ballottage : Corinne Bourcier et Gilles Leroy (DVC, 67,19 %) et Claudie Léon et David Terrien (Union à gauche avec des écologistes, 15,57 %).
Le second tour des élections est marqué une nouvelle fois par une abstention massive équivalente au premier tour. Les taux de participation sont de 34,36 % au niveau national, 30,37 % dans le département et 25 % dans le canton de Beaupréau-en-Mauges. Corinne Bourcier et Gilles Leroy (DVC) sont élus avec 80,32 % des suffrages exprimés (5 730 voix pour 7 616 votants et 30 460 inscrits),,. 

## Composition

### Composition avant 2015

Carte du canton en 2014.

Le canton de Beaupréau groupait douze communes.
| Nom                      | Code Insee | Codepostal | Superficie (km2) | Population (dernière pop. légale) | Densité (hab./km2) |
| ------------------------ | ---------- | ---------- | ---------------- | --------------------------------- | ------------------ |
| Beaupréau (chef-lieu)    | 49023      | 49600      | 35,79            | 6 914 (2012)                      | 193                |
| Andrezé                  | 49006      | 49600      | 21,20            | 1 847 (2012)                      | 87                 |
| Bégrolles-en-Mauges      | 49027      | 49122      | 14,62            | 1 976 (2012)                      | 135                |
| La Chapelle-du-Genêt     | 49072      | 49600      | 9,10             | 1 201 (2012)                      | 132                |
| Gesté                    | 49151      | 49600      | 35,55            | 2 676 (2012)                      | 75                 |
| Jallais                  | 49162      | 49510      | 52,81            | 3 242 (2012)                      | 61                 |
| La Jubaudière            | 49165      | 49510      | 10,90            | 1 212 (2012)                      | 111                |
| Le May-sur-Èvre          | 49193      | 49122      | 31,62            | 4 007 (2012)                      | 127                |
| Le Pin-en-Mauges         | 49239      | 49110      | 16,88            | 1 356 (2012)                      | 80                 |
| La Poitevinière          | 49243      | 49510      | 26,73            | 1 073 (2012)                      | 40                 |
| Saint-Philbert-en-Mauges | 49312      | 49600      | 7,25             | 381 (2012)                        | 53                 |
| Villedieu-la-Blouère     | 49375      | 49450      | 14,24            | 2 483 (2012)                      | 174                |

### Composition depuis 2015
Lors du redécoupage de 2014, le canton de Beaupréau comptait vingt-deux communes.
À la suite de la fusion, au 1er janvier 2015, de La Boissière-sur-Èvre, de Chaudron-en-Mauges, de La Chaussaire, du Fief-Sauvin, du Fuilet, de Montrevault, du Puiset-Doré, de Saint-Pierre-Montlimart, de Saint-Quentin-en-Mauges, de Saint-Rémy-en-Mauges et de La Salle-et-Chapelle-Aubry pour former la commune de Montrevault-sur-Èvre, le nombre de communes descend à 12.
À la suite de la fusion, au 1er janvier 2019, d'Andrezé, de Beaupréau, de La Chapelle-du-Genêt, de Gesté, de Jallais, de La Jubaudière, du Pin-en-Mauges, de La Poitevinière, de Saint-Philbert-en-Mauges et de Villedieu-la-Blouère pour former la commune de Beaupréau-en-Mauges, le nombre de communes descend à 3.
| Nom                                         | Code Insee | Intercommunalité        | Superficie (km2) | Population (dernière pop. légale) | Densité (hab./km2) | Modifier                                    |
| ------------------------------------------- | ---------- | ----------------------- | ---------------- | --------------------------------- | ------------------ | ------------------------------------------- |
| Beaupréau-en-Mauges (bureau centralisateur) | 49023      | CA Mauges Communauté    | 230,45           | 23 887 (2022)                     | 104                | modifier les données · modifier les données |
| Bégrolles-en-Mauges                         | 49027      | CA Cholet Agglomération | 14,62            | 2 115 (2022)                      | 145                | modifier les données · modifier les données |
| Montrevault-sur-Èvre                        | 49218      | CA Mauges Communauté    | 198,85           | 15 684 (2022)                     | 79                 | modifier les données · modifier les données |
| Canton de Beaupréau-en-Mauges               | 4909       |                         | 443,92           | 41 686 (2022)                     | 94                 | modifier les données                        |

## Démographie

### Démographie avant 2015
| 1962   | 1968   | 1975   | 1982   | 1990   | 1999   | 2006   | 2011   | 2012   |
| ------ | ------ | ------ | ------ | ------ | ------ | ------ | ------ | ------ |
| 20 247 | 21 498 | 22 794 | 24 743 | 25 500 | 25 684 | 26 658 | 28 103 | 28 368 |

### Démographie depuis 2015
En 2022, le canton comptait 41 686 habitants, en évolution de +1,29 % par rapport à 2016 (Maine-et-Loire : +2,12 %, France hors Mayotte : +2,11 %).
| 2013   | 2018   | 2022   |
| ------ | ------ | ------ |
| 40 526 | 41 283 | 41 686 |